# Лауфенбург (Баден)
Лауфенбург (нем. Laufenburg), до 1930 года Кляйнлауфенбург (Kleinlaufenburg) — город в Германии, в земле Баден-Вюртемберг.
Подчинён административному округу Фрайбург. Входит в состав района Вальдсхут. Население составляет 9018 человека (на 31 декабря 2020 года). Занимает площадь 23,58 км². Официальный код — 08 3 37 066.
Город подразделяется на 8 городских районов.
Граничит с одноимённым городом в Швейцарии — Лауфенбургом. В 1911 построен мост через Рейн, соединяющий оба города.

## История
Лауфенбург впервые упомянут в письменных источниках в 1173 году, при его передаче монастырём Бад Зэкингена Габсбургам.
В 1315 году получил статус города.
В 1801 году был разделён Наполеоном по Рейну.

В 1903 году была построена гидроэлектростанция.

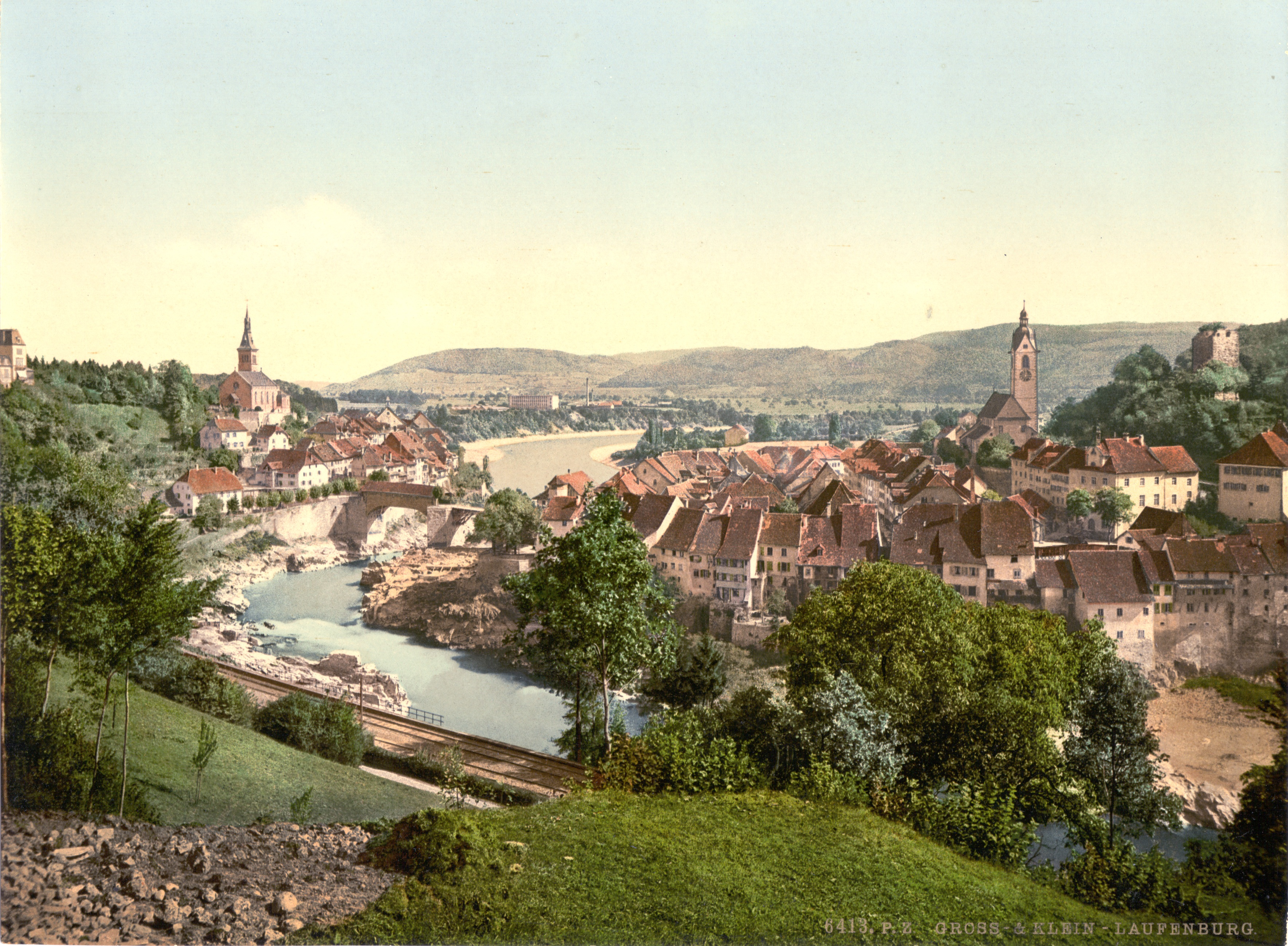
Лауфенбург (Баден)